# شريان إلى الأسهر
شريان إلى الأسهر هو فرع من شريان مثاني علوي.